# 清水直志
清水 直志（しみず なおし、1987年7月24日 - ）は、日本の元ラグビーユニオン選手。

## プロフィール
- 東京都出身。
- ポジションはナンバーエイト(No8)、フランカー(FL)。
- 身長 182cm、体重 97kg
- ニックネームはナオシ。

## 略歴
小学3年生からラグビーを始めた。
2006年、國學院久我山高校卒業後、早稲田大学に入る。なお國學院久我山高校時代、高校日本代表に選ばれたことがある。
2010年、早稲田大学卒業後、キヤノンイーグルス(現・横浜キヤノンイーグルス)に加入。同年9月11日に行われたトップイーストリーグ第1節の横河武蔵野アトラスターズ戦に先発出場で公式戦初出場を果たす。
2017年、キヤノンイーグルスを退団。同年7月1日、ヤクルトに移籍。
2022年、現役を引退した。